# Водри
Водри́ (фр. Vaudry) — коммуна во Франции, находится в регионе Нижняя Нормандия. Департамент коммуны — Кальвадос. Входит в состав кантона Вир. Округ коммуны — Вир.
Код INSEE коммуны — 14730.

## Население
Население коммуны на 2010 год составляло 1513 человек.
| 1962 | 1968 | 1975 | 1982 | 1990 | 1999 | 2010 |
| ---- | ---- | ---- | ---- | ---- | ---- | ---- |
| 1462 | 1291 | 1265 | 1391 | 1445 | 1449 | 1513 |

## Экономика
В 2010 году среди 903 человек трудоспособного возраста (15—64 лет) 625 были экономически активными, 278 — неактивными (показатель активности — 69,2 %, в 1999 году было 69,3 %). Из 625 активных жителей работали 589 человек (297 мужчин и 292 женщины), безработных было 36 (12 мужчин и 24 женщины). Среди 278 неактивных 88 человек были учениками или студентами, 147 — пенсионерами, 43 были неактивными по другим причинам.